# 高安検車区
高安検車区（たかやすけんしゃく） は、大阪府八尾市山本高安にある、近畿日本鉄道の車両基地。近鉄大阪線高安駅を挟んで南北に設置されている。電略記号は「タヤ」。

## 概要
1930年に参宮急行電鉄の開業に合わせて設置された、近鉄を代表する車両基地である。敷地面積は約7万3千平方メートル、収容車両数は南北両車庫合わせて191両で、車庫に隣接して高安検修センターがある。
高安以外の配下の車庫は以下の通り。
- 五位堂車庫：五位堂駅・五位堂検修車庫隣接、敷地面積8,600平方メートル、収容能力50両・奈良県香芝市
- 名張車庫：名張駅隣接、敷地面積約10,700平方メートル、収容能力72両・三重県名張市
- 青山町車庫：青山町駅隣接、敷地面積32,000平方メートル、収容能力88両・三重県伊賀市

なお、名張車庫・青山町車庫・上野市車庫は2003年5月に各車庫を管轄していた名張検車区が高安検車区に統合されたのに伴い配下となったものである。上野市車庫は伊賀鉄道移行後も、近鉄が第三種鉄道事業者となっていた間は高安検車区の管理下にあった。

### 過去に配下にあった車庫
- 上野市車庫：伊賀鉄道（旧近鉄伊賀線）上野市駅隣接、敷地面積1,866平方メートル、収容能力8両・三重県伊賀市

2017年4月の公有民営方式移行に伴い、伊賀線の施設を所有する伊賀市へ移管された。伊賀鉄道の車両（200系）は近鉄が引き続き検修業務を行っている。

## 主な配置系列
当車庫では特急用車両と、大阪線に所属する一般車両及び団体専用車両が配置され、一般車両は大阪線および山田線・鳥羽線に直通する長距離運転の急行系列車でも運用されている。なお、大阪線で使用される一般車両の一部は明星検車区に配置されている。
2021年4月1日現在の配置車両は以下の通り。
特急車両・団体車両
- 20000系「楽」
- 22600系Ace（4連車、阪神直通対応編成）
- 23000系伊勢志摩ライナー(IL04 - 06)
- 50000系「しまかぜ」
- 80000系「ひのとり」の一部（HV01F - HV04F、HV11F）

一般車両
- 1220系
- 1253系の一部（1253F - 1257F・1260F・1261F）
- 1400系（1501F - 1505F、トイレ無し車両）
- 1420系
- 1422系
- 1430系・1435系・1436系・1437系の一部（1431F・1432F・1435F・1436F・1439F・1441F - 1445F）
- 1620系
- 1810系の一部（サ1970形の2両）
- 2410系の2両・4両編成車両（鮮魚輸送車両モ2423[3]を含む）
- 2430系の一部
- 2800系のトイレ無し4両編成
- 5800系のトイレ付き6両編成車（5811F・5813F）
- 5820系のトイレ付き編成（シリーズ21、5851F・5852F）
- 8810系の大阪線充当車両（8811F）
- 9020系の大阪線充当車両（シリーズ21、9051F）
- 9200系の大阪線充当車両（9201F - 9205F）
- 2680系（鮮魚列車、2020年3月13日に運用終了。同年5月廃車[4]）

事業用車両
- モト90形の一部（モト97・98）

## 過去の配置系列
特急車両・団体車両
- 10400系
- 11400系
- 12000系
- 12200系
- 12400系
- 12410系
- 15200系「新あおぞらII」の一部（15201F・15203F・15205F、15205Fは2014年9月に東花園検車区に配置変更[5]）
- 18200系「あおぞらII」
- 20100系「あおぞら」
- 21000系「アーバンライナー」
- 22000系ACE

一般車両
- 1000系（ク1101・サ1151の2両のみ）
- 1200系（4両編成の1211F・1212F）
- モ1450形・ク1560形
- 1460系
- 1470系
- 1480系
- 2050系
- 2400系
- 2470系
- 2600系
- 2610系（ロングシート車、現在は明星検車区に配置）
- 2680系（鮮魚列車専用編成）
- 5200系（大阪線用、現在は明星検車区に配置）

伊賀線（現：伊賀鉄道線）車両
- 880系（経営分離前に廃車）
- 860系（経営分離後は伊賀鉄道に貸与[6]）